# ناديجدا نينسكي
ناديجدا نيكولوفا ميخايلوفا (بالبلغارية: Надежда Николова Михайлова)‏ وتعرف ناديجدا نينسكي هي سياسية بلغارية من حزب التحالف الأزرق ولدت في يوم 9 أغسطس 1962 في مدينة صوفيا عاصمة بلغاريا. أكملت دراسة اللغة في جامعة صوفيا. شغلت منصب وزيرة الخارجية من سنة 1997 وحتى سنة 2001 في حكومة إيفان كوستوف.